# Motorola Atrix
Das Motorola Atrix (auch bekannt als Motorola Atrix 4G und Motorola Atrix MB860) ist ein auf Android basierendes Smartphone des US-amerikanischen Herstellers Motorola, welches erstmals im Januar 2011 auf der CES 2011 vorgestellt wurde. Durch die Verwendung neuster Technik und mehrerer Innovationen erhielt das Smartphone im Laufe der Messe zehn Auszeichnungen von Fachmagazinen, darunter von CNET.com in der Kategorie Bestes Smartphone.

## Hintergrund und Entwicklung
Erstmals öffentlich vorgestellt wurde das Smartphone an der US-amerikanischen Fach-Messe CES im Januar 2011. In der Fachpresse erntete das Motorola Atrix von Beginn an Aufmerksamkeit. Zum einen lag dies an der fortschrittlichen Technik, wie beispielsweise dem Nvidia-Tegra-2-System-on-a-Chip mit zwei Prozessorkernen und 1 GHz Taktfrequenz und der Unterstützung des modernen Mobilfunkstandards HSPA+. Zum anderen hat das Motorola Atrix mit seiner Dockingstation ein Alleinstellungsmerkmal (engl. USP unique selling proposition, Alleinstellungsmerkmal).

## Markteinführungen und Vertrieb
Das Smartphone wird nach Angaben von Motorola in den USA unter dem Namen Motorola Atrix 4G ab dem 1. Quartal 2011 angeboten. Da AT&T das Alleinvertriebsrecht für das Apple iPhone kürzlich verloren hat, soll das Atrix in dessen Fußstapfen treten und besonders stark gefördert werden. In Großbritannien war geplant, das Motorola Atrix (ohne den Namenszusatz 4G) über den Mobilfunkanbieter Orange im 2. Quartal 2011 einzuführen. Das Motorola Atrix 4G ist im 2. Quartal 2011 auch in Deutschland unter dem Namen Motorola Atrix erschienen.
Im Oktober 2012 kündigte Motorola offiziell an, die Unterstützung für das Atrix auslaufen zu lassen. Das Smartphone erhält kein Update mehr auf Android 4.0 Ice Cream Sandwich.

## Technik

### Prozessor
Das Herzstück des Gerätes bildet ein im 40 nm-Verfahren gefertigtes SoC (System-on-a-chip) des Typs Tegra 250 des US-amerikanischen Herstellers Nvidia. Das Motorola Atrix ist nach dem LG P990 Optimus das zweite Smartphone mit der zweiten Generation des Tegra. Die primären Rechenaufgaben übernimmt eine ARM Cortex A9 CPU-Einheit mit zwei Kernen (Dualcore), die mit 1 GHz getaktet werden. Grafische Berechnungen übernimmt eine achtkernige (Octacore) ULP GeForce-GPU, wobei das Kürzel ULP für Ultra-low power steht. Auch beim Arbeitsspeicher hat sich Motorola für die stromsparende Variante entschieden und bestückt das Gerät mit 1 GB LP DDR2-600 RAM.

Der Tegra 2 hat eine hohe Leistung beim En- und Decodieren von Audio- und Videosignalen, wodurch sowohl die Wiedergabe als auch die Aufzeichnung von hochauflösendem Bildmaterial bis hin zu Full-HD-Inhalten möglich wäre. Dies wird jedoch von der offiziellen Software nicht unterstützt.

### Display

#### qHD-Auflösung
Motorola beschreitet mit dem Display des Motorola Atrix gleich in mehreren Bereichen neue Wege. So ist es das erste Smartphone, welches mit der qHD-Auflösung (Quarter HD – 960 × 540 px) ausgeliefert wird. HD steht in diesem Fall für die FullHD-Auflösung 1920 × 1080 px, Quarter für ein Viertel. Die Auflösung des Atrix beträgt demnach ein Viertel der von modernen Flachbildfernsehern und Computermonitoren bekannten FullHD-Bildauflösung (FullHD = 2.073.600 Pixel (1.920 × 1.080 px); qHD = 518.400 Pixel (960 × 540 px)). Bei einer Bilddiagonale von 4 Zoll hat das Gerät eine Punktdichte von 275 dpi.

#### PenTile-Matrix
Im Weiteren ist es das erste LCD im Smartphone-Bereich, welches die PenTile-Technologie verwendet, welche bisher hauptsächlich bei AMOLED-Displays verbaut wurde. Die von Samsung gekaufte Technologie beruht im Wesentlichen auf dem sogenannten Subpixel-Rendering, bei welcher die RGB-Subpixel nicht nur gemeinsam, sondern auch einzeln angesprochen werden können. Wird bei normalen LCDs ein Bildpunkt aus jeweils drei Subpixeln zusammengesetzt (Rot Grün Blau), benötigt die PenTile-Technologie nur zwei Subpixel.

Da beim Motorola Atrix die PenTile RGBW-Technologie zum Einsatz kommt, wird der normale Farbraum (RGB, (R)ot (G)rün (B)lau) noch um die unbunte Farbe Weiß ergänzt.
Vorteile der PenTile-Matrix Technologie

Da die mögliche Anzahl Subpixel pro Fläche physikalisch und technisch begrenzt ist, kann durch die PenTile-Matrix-Technologie bei einer identischen Anzahl Subpixel eine höhere nominelle Displayauflösung erzeugt werden. Durch eine Minderung von zwei statt drei Subpixeln pro Pixel können – im Vergleich zu einem Display mit gleicher nomineller Auflösung und drei Subpixeln pro Pixel – zudem Kosten in der Fertigung eingespart werden. Die Verwendung von weißen Subpixeln kann im Weiteren den Stromverbrauch senken, da für die Anzeige der unbunten Farbe Weiß nur das weiße Subpixel anstelle der normalerweise verwendeten Subpixel Rot, Grün und Blau aktiviert werden muss (Additive Farbmischung). Da die weißen Subpixel bereits für eine hohe Grundhelligkeit sorgen, muss die Hintergrundbeleuchtung nicht mehr so hoch geregelt werden, um ein ausreichend helles Bild zu erhalten. Andersherum können die weißen Subpixel genutzt werden, um in Verbindung mit der Hintergrundbeleuchtung eine besonders hohe Lichtstärke zu erzeugen.
Nachteile der PenTile-Matrix Technologie

Motorola bescheinigt dem Atrix eine Displayauflösung von 960 × 540 px; dies ergibt ein Pixeltotal von 518.400– px. Da das Motorola Atrix-Display einen Farbraum bestehend aus vier Grundfarben hat (RGBW, Rot, Grün, Blau, Weiß), aber die Pentile-Technologie nur jeweils zwei Farben (Subpixel) pro Pixel anzuzeigen vermag, halbiert dies die nominelle Auflösung. Das erste Pixel beinhaltete die Subpixel Rot und Grün, das zweite die Subpixel Blau und Weiß. Bei einem herkömmlichen LC-Display setzt sich ein Pixel aus allen drei zur Darstellung benötigten drei Subpixeln (Rot, Grün, Blau) zusammen.

Beispiel: Der ganze Bildschirm soll die Farbe Rot anzeigen. Da jedoch nur jeweils jedes zweite Pixel diese Farbe anzuzeigen vermag, leuchtet auch nur jedes zweite Pixel rot; die anderen bleiben ausgeschaltet. Bei einem herkömmlichen „RGB Stripe“-Display würden nun bei gleicher nomineller Auflösung insgesamt 518.400 Pixel die Farbe Rot anzeigen, beim Motorola Atrix sind es nur 259.200 Pixel. Somit zeigt das Display des Atrix zwar effektiv eine Auflösung von 960 × 540 px an, diese wurde jedoch mit einer Minderung der Anzeigequalität erwirkt.
Praxistest PenTile-Display des Atrix

Das Hardware-Magazin anandtech.com konnte das Display einem ausführlichen Test unterziehen.

Während in der Theorie auf Seiten der Vorteile von PenTile-Displays ein hoher möglicher Weißwert steht, konnte dies in der Praxis beim Motorola Atrix nicht bestätigt werden. Das Atrix erreichte im Test einen durchschnittlichen Wert von 364 cd/m².
Zum Vergleich (höher ist besser): Google Nexus One: 234 cd/m²; LG Optimus Speed 2x: 399 cd/m²; Apple iPhone 4: 571 cd/m².
Auch beim Schwarzwert schloss das Motorola Atrix mit 0,51 cd/m² nur durchschnittlich ab.
Zum Vergleich (niedriger ist besser): Google Nexus One: 0,00 cd/m² (Anmerkung: AMOLED-Display); LG Optimus Speed 2x: 0,52 cd/m²; Apple iPhone 4: 0,6 cd/m².
Entsprechend liegen auch die Kontrastwerte im Durchschnitt (höher ist besser): Motorola Atrix: 719; LG Optimus Speed 2x: 768; Apple iPhone 4: 952; Motorola Milestone 2: 1773.
Ebenfalls getestet wurde die Akku-Laufzeit des Gerätes beim Internetsurfen in einem 3G-Netz. Verglichen wurde das Atrix mit einem LG Optimus Speed 2x, welches über das gleiche SoC (Nvidia Tegra 2) wie das Atrix und ebenfalls ein 4-Zoll-LC-Display verfügt. Dadurch kann – zumindest ungefähr – abgeschätzt werden, ob die PenTile-Technologie im konkreten Falle des Motorola Atrix Vorteile beim Energieverbrauch mit sich bringt.

Beim Test erreichte das Atrix mit einer Akku-Kapazität von 1930 mAh eine Laufzeit von 5,25 Stunden. Das LG Optimus Speed 2x kam mit einer Akku-Kapazität von 1500 mAh auf eine Laufzeit von 4,07 Stunden. Die Akku-Laufzeit des Atrix war demnach um etwa 28 % höher. Da die Akku-Kapazität des Atrix aber ebenfalls um 28 % höher liegt, konnte somit kein Indiz gefunden werden, welches auf einen Vorteil der PenTile-Technologie hinsichtlich der Akku-Laufzeit im Falle des Motorola Atrix hindeutet.
Hinsichtlich der Bildqualität verweist der Autor auf die persönliche Wahrnehmung. Während die Nachteile bei der Bildqualität gegenüber handelsüblichen RGB Stripe-Displays effektiv beständen (besonders bei Text), stört es den Autor eher weniger, stattdessen erfreut er sich an der höheren Auflösung. Der Smartphone- und der GPU-Fachmann von anandtech.com würden hingegen schon bei der bloßen Erwähnung von PenTile-Displays wütend werden.

#### Gorilla Glass
Vor Umwelteinflüssen geschützt wird das Display durch Gorilla Glass der Firma Corning. Dieses sehr beliebte Schutzglas zeichnet sich durch eine verbesserte Bruchfestigkeit bei gleichzeitig großer Härte aus.

### Speicher
Das Gerät hat bereits ab Werk einen internen NAND-Flashspeicher mit einer Kapazität von 16 GB integriert. Über einen microSDHC-Speicherkartenslot lässt sich die Kapazität um bis zu 32 GB erweitern, wodurch eine maximale Kapazität von 48 GB erreicht werden kann.

### Kamera
Die integrierte Kamera kann Fotos mit einer Auflösung bis zu 5 Megapixel (2592 × 1936 Pixel) schießen. Zur Lichtmessung kommt ein aktiver Pixelsensor (auch bekannt als CMOS-Sensor) zum Zuge. Bei schlechten Lichtverhältnissen erhält die Kamera zudem Unterstützung durch zwei zuschaltbare LED-Lichter. Im Weiteren stehen dem Nutzer verschiedene Aufnahmeprogramme zur Verfügung, darunter Color effects, Scenes und White balance. Zur Aufnahme von entfernten Objekten existiert ein 4-facher Digitalzoom. Fotos werden im verbreiteten JPEG-Format abgespeichert, zudem wird Exif 2.2 für die Speicherung von Metadaten unterstützt.
Filme können mit einer Auflösung bis zu 720p (1280 × 720 Pixel) aufgenommen werden, bei einer Bildwiederholrate von 30 FPS. Zur Video- und Audiodatenkompression der aufgenommenen Filme werden die Verfahren MPEG-4 und H.264 unterstützt.

Um Videotelefonie zu ermöglichen, wurde auf der Gehäusevorderseite eine 0,3 Megapixel (VGA – 640 × 480 Pixel) Kamera verbaut.

### Funkverbindungen

#### Keine LTE-Unterstützung
Obwohl der auf dem US-amerikanischen Markt benutzte Namenszusatz 4G eine Implementation des LTE-Mobilfunkstandards vermuten lässt, beherrscht das Motorola Atrix lediglich den älteren und weniger leistungsfähigen 3G-Standard. Dies allerdings in der neusten Generation HSPA+, welche eine theoretische Übertragungsgeschwindigkeit von bis zu 14,4 Mbit/s ermöglicht. Der Grund für die Verwendung des Namenszusatzes 4G ohne tatsächliche LTE-Nutzung dürfte dem Umstand geschuldet sein, dass im Dezember 2010 von der ITU (International Telecommunication Union) HSPA+ nachträglich als 4G-Technologie definiert wurde. Die dadurch auftretende Falschinterpretierung des Namenkürzels 4G wird von Smartphone-Herstellern und Mobilfunkanbietern bewusst als Marketinginstrument zur Absatzförderung verwendet.

#### Unterstützte Funkverbindungen
| Funkstandard       | Datenrate (brutto) | Frequenz                    |
| ------------------ | ------------------ | --------------------------- |
| WLAN IEEE 802.11 a | 54 Mbit/s          | 5,2 GHz                     |
| WLAN IEEE 802.11 b | 11 Mbit/s          | 2,4 GHz                     |
| WLAN IEEE 802.11 g | 54 Mbit/s          | 2,4 GHz                     |
| WLAN IEEE 802.11 n | 300 Mbit/s         | 2,4 / 5,2 GHz               |
| HSPA+              | 14,4 Mbit/s        | 850 / 1900 / 2100 MHz       |
| GPRS               | 114 kbit/s         | 850 / 900 / 1800 / 1900 MHz |
| Bluetooth 2.1      | 2,1 Mbit/s         | 2402–2480 MHz               |

#### Unterstützte Bluetooth-Profile
| Abkürzung | Bedeutung                           | Wird verwendet für                                                        |
| --------- | ----------------------------------- | ------------------------------------------------------------------------- |
| A2DP      | Advanced Audio Distribution Profile | Übermittlung von Audiodaten                                               |
| GAP       | Generic Access Profile              | Zugriffsregelung                                                          |
| GAVDP     | Generic AV Distribution Profile     | Übertragung von Audio- und Videodaten                                     |
| GOEP      | Generic Object Exchange Profile     | Objektaustausch                                                           |
| HFP       | Hands Free Profile                  | schnurlose Telefonie im Auto                                              |
| HID       | Human Interface Device Profile      | Eingabe                                                                   |
| HSP       | Headset Profile                     | Sprachausgabe per Headset                                                 |
| OPP       | Object Push Profile                 | Senden von einzelnen Dateien z. B. Bilder, Lieder, Visitenkarten, Termine |
| PBAP      | Phonebook Access Profile            | Lesezugriff auf Telefonbuch                                               |
| SPP       | Serial Port Profile                 | serielle Datenübertragung                                                 |

### Sensoren
Als Sensoren dienen ein Beschleunigungssensor, ein digitaler Kompass, ein Näherungssensor sowie ein Umgebungslichtsensor. Zudem befindet sich auf der Rückseite des Gerätes ein biometrischer Fingerprint-Sensor mit Streifensensoren, welcher zur Verifizierung des Nutzers dessen Fingerabdruck überprüfen kann. Dieser ist zugleich auch der Ein- und Ausschaltknopf sowie zum Wecken das Smartphones aus dem Ruhezustand gedacht.

### Abmessungen und Gewicht
Die Maße des Smartphones betragen 117,75 × 63,5 × 10,95 mm (H×B×T), wobei das Gerät auf ein Gewicht von 135 Gramm (mit Akku) kommt.

### Akkumulator
Motorola verbaut einen Akkumulator mit einer Nennladung von 1930 mAh, was deutlich über dem in der Industrie üblichen Standard liegt.
Gemäß Angaben seitens Motorola reicht der Akkumulator im 2G-Netz für rund 530 Minuten (8,8 h) Gespräch oder 264 Stunden (entspricht 11 Tagen) im Standby. Im 3G-Netz beträgt die Gesprächszeit nach offiziellen Angaben rund 540 Minuten (9 h), die Standby-Zeit vermindert sich auf 250 Stunden (entspricht knapp 10,5 Tagen).

### HDMI-Anschluss
Auf der linken Seite befindet sich – direkt neben der USB-Schnittstelle – ein Micro HDMI-Port nach dem Standard HDMI 1.3a. Dieser erlaubt das Senden von Audio- und Videosignalen an Drittgeräte wie beispielsweise Fernseher oder AV-Receiver. Zunächst kann über die HDMI-Schnittstelle lediglich HD-Material in der Auflösung 720p (HD Ready) abgespielt werden. Motorola hat ein geplantes Softwareupdate abgekündigt, mit dem 1080p (FullHD) ausgeben werden kann. Die Hardware – Tegra-SoC und HDMI-Anschluss – unterstützen eine Wiedergabe bis 1080p.

## Zubehör

### Laptop Dock

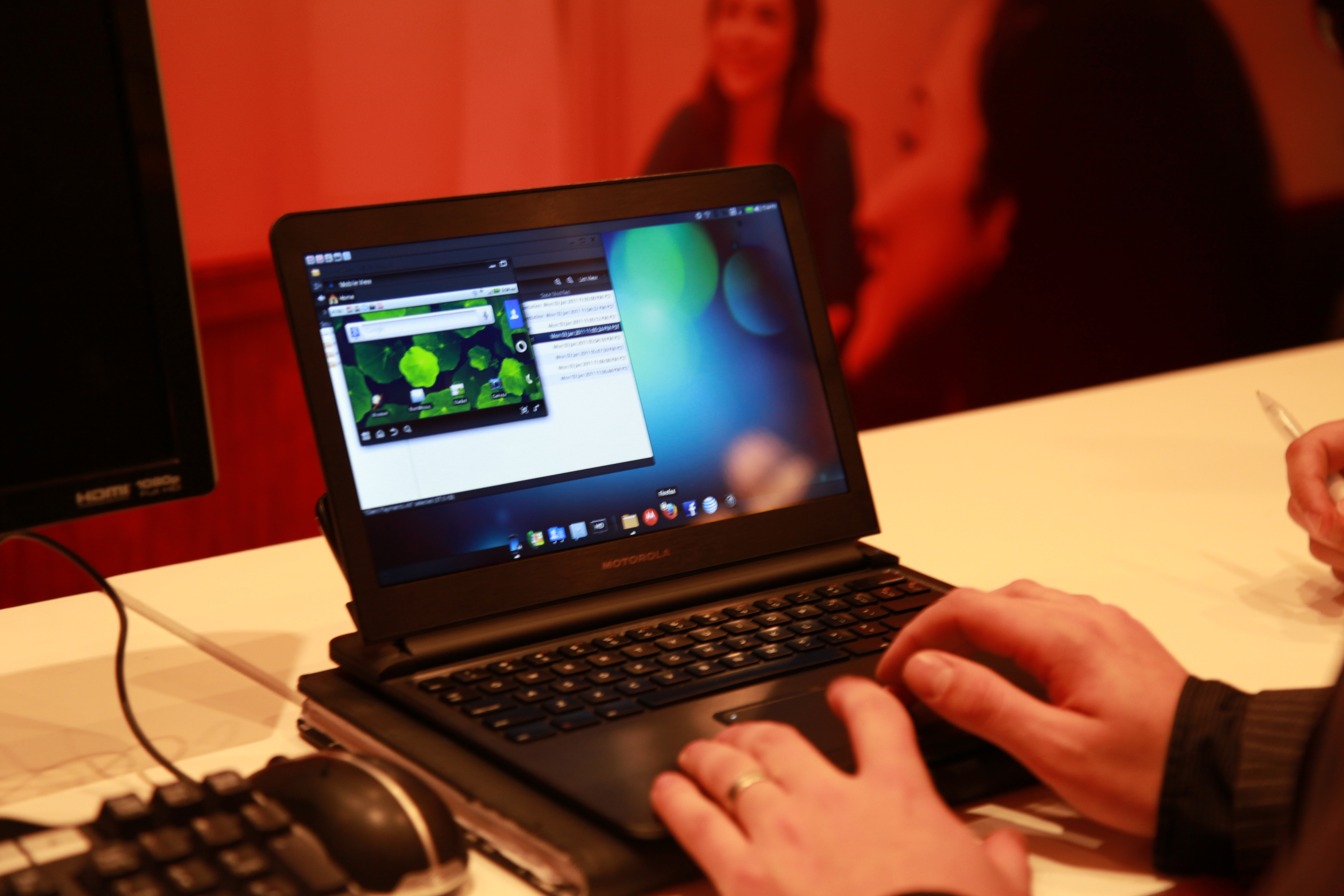
Das Motorola Laptop Dock im Webtop-Mode an der CES 2011. Direkt hinter dem Laptop-Bildschirm ragt das angedockte Motorola Atrix leicht hervor.

Optional in Verbindung mit dem Motorola Atrix bietet der Hersteller ein speziell für das Atrix entwickeltes Notebook an, das Motorola Lapdock. Dieses hat, entgegen dem sonst üblichen Standard, weder einen Prozessor noch einen Massenspeicher, da die gesamte benötigte Rechner-Infrastruktur des Smartphones verwendet wird. Als Schnittstelle fungiert hierfür der Micro-USB- und der Micro-HDMI-Anschluss auf der Rückseite beider Geräte. Ungefähr 5 Sekunden nachdem das Smartphone an dem Laptop angedockt hat, steht das Betriebssystem im Webtop Mode zur Verfügung.

#### Hardware
Das Notebook verfügt über ein 11,6 Zoll Display, eine vollwertige Tastatur im Island-Style, ein Touchpad, Stereolautsprecher sowie einen 36 Wh Akkumulator. Im Weiteren stehen dem Nutzer zwei USB 2.0-Schnittstellen zur Verfügung, beispielsweise zur Verwendung einer externen Festplatte. Dadurch, dass viele essentielle Hardwarekomponenten entfallen, konnte bei der Konstruktion gegenüber handelsüblichen Notebooks Platz und Gewicht eingespart werden, wodurch das Gerät nur 13,9 mm dick und 1,09 kg schwer ist.
Der Akkumulator reicht nach Angaben von Motorola für eine durchschnittliche Nutzungsdauer von über acht Stunden. Bei der Internetnutzung über WLAN beträgt die Nutzungsdauer ungefähr 10 Stunden, beim Konsum von Videomaterial ungefähr 6 Stunden. Das Motorola Atrix wird während des Zeitraums, während es am Laptop Dock angeschlossen ist, geladen.

#### Webtop Mode
Wird das Motorola Atrix an das Laptop Dock oder an das HD Multimedia Dock angeschlossen, wechselt es in den Webtop Mode. Dieser Modus basiert auf einem zusätzlichen Betriebssystem – statt Android wird eine unbekannte Linux-Distribution geladen. Die Benutzeroberfläche entspricht jener eines Desktop PCs und bietet am unteren Rand eine aus Apples Mac OS X bekannten Navigationsleiste. Über diese kann beispielsweise eine vollwertige Version des beliebten Webbrowsers Mozilla Firefox in der Version 3.6 aufgerufen werden. Dieser verfügt zudem über einen vollständigen Support für Adobe Flash in der aktuellen Version 10.1. Fenster können wie von handelsüblichen Desktop-Betriebssystemen gewohnt verschoben, minimiert und in der Größe verändert werden. Durch die Multitasking-Unterstützung ist es ebenfalls möglich mehrere Fenster gleichzeitig geöffnet zu haben.

Innerhalb des Webtop Mode kann durch die Applikation Mobile View vollständig auf die Funktionen des Smartphones zugegriffen werden. Die Benutzeroberfläche des Atrix erscheint hierbei in einem Fenster, welches in etwa einen Viertel des Bildschirms einnimmt, wobei auch die Möglichkeit besteht, dieses in den Vollbildschirm-Modus zu maximieren. Per Mauspad und Tastatur kann so bequem durch das Mobiltelefon navigiert werden. Auch Telefonate oder das Ausführen von Android-Applikationen sind im Webtop-Mode möglich. Wird während eines Telefonats das Motorola Atrix aus dem Dock entfernt, wird dieses aufgrund der Multitasking-Fähigkeit von Android nicht unterbrochen. Wird das Smartphone zu einem späteren Zeitpunkt wieder in die Dockingstation eingefügt, erscheint der zuletzt benutzte Stand – beispielsweise der geöffnete Firefox mit der zuletzt aktiven Webseite. Der gemerkte Stand wird hierbei nicht im RAM zwischengespeichert, sondern fest auf dem internen 16 GB NAND-Flashspeicher hinterlegt. Dies belastet zum einen den RAM nicht unnötig und sorgt zum anderen dafür, dass das Smartphone bei leerem Akku diese Informationen nicht verliert, dafür steigt allerdings die Zugriffszeit.

#### Entertainment Mode
Der Entertainment Mode bietet einen ähnlichen Funktionsumfang wie viele moderne Fernseher beim Anschluss von externen Speichermedien. Auf dem Bildschirm erscheint eine übersichtliche Auswahl der zur Verfügung stehenden Medien – Musik, Bilder und Videos – durch welche navigiert werden kann. Vergleichbar ist diese Applikation auch mit dem Microsoft Windows Media Center.

#### Preis
Mittlerweile liegt der Neupreis des Lapdock um die 90 €, vertrieben von diversen Internetanbietern.

### HD Multimedia Dock

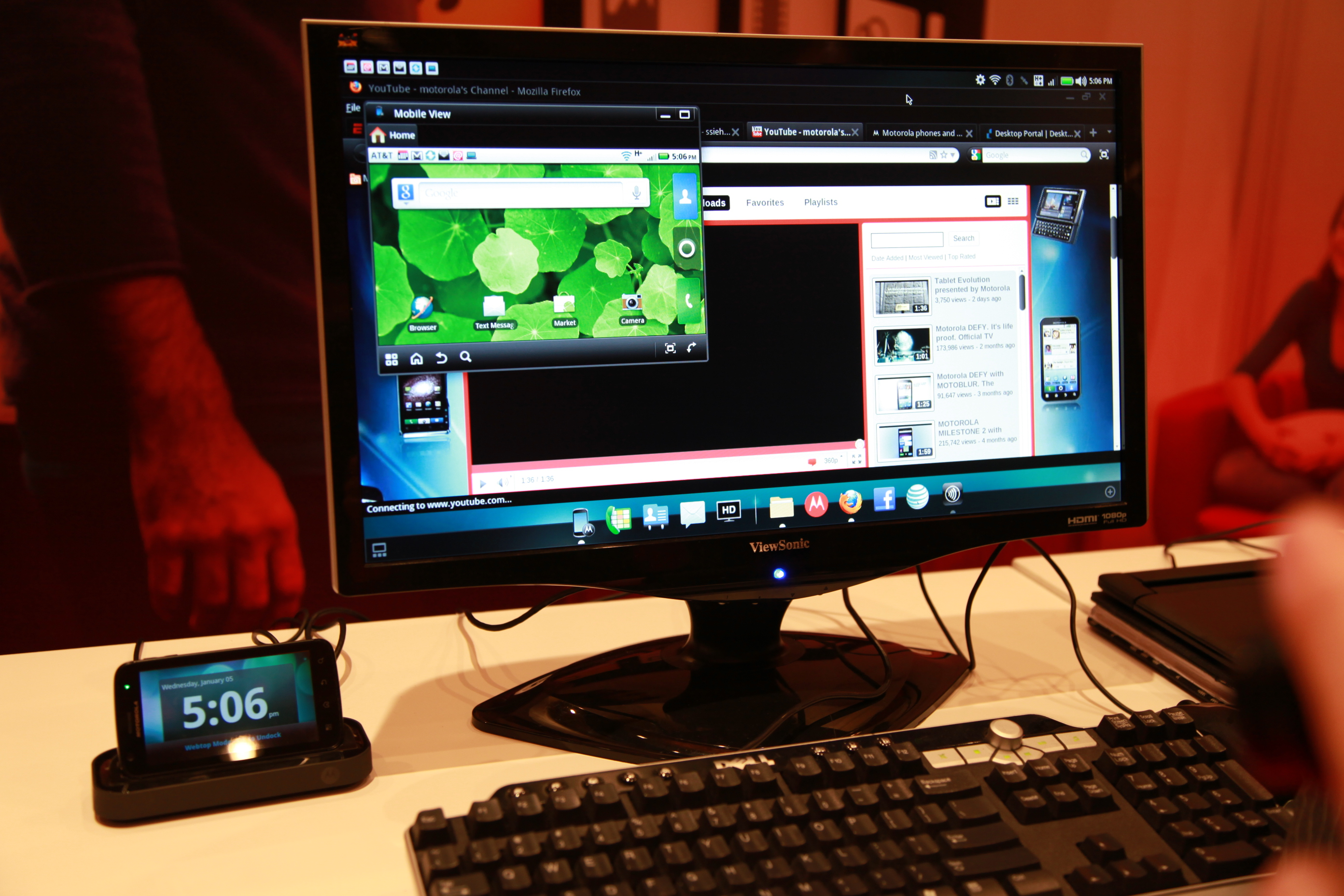
Das Motorola HD Multimedia Dock im Einsatz (links). Auf dem Bildschirm rechts wird der Webtop-Mode angezeigt; im Vordergrund läuft die Mobile View App

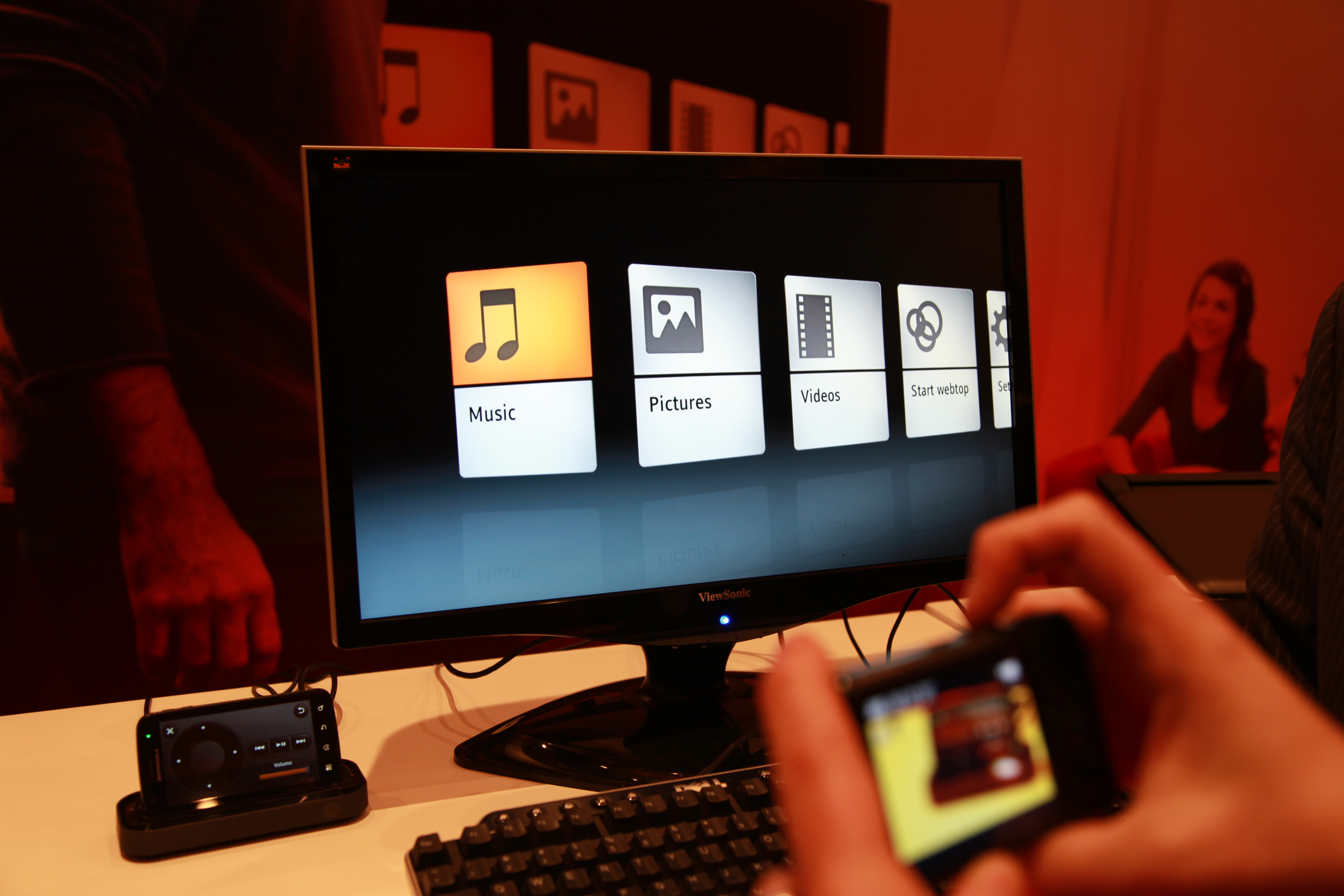
HD Multimedia Dock mit geladenem Entertainment Mode. Auf dem Atrix (links) ist die spezielle Multimedia-Navigation des Entertainment-Modes geladen.

Das HD Multimedia Dock bedient sich eines ähnlichen Funktionsumfangs wie das Laptop Dock, greift jedoch auf bereits vorhandene Hardware zurück. Eine Voraussetzung für die Nutzung ist ein HDMI kompatibler HD-Computermonitor oder HD-Fernseher. Durch insgesamt drei USB-2.0-Anschlüsse kann zudem diverse Peripherie verwendet werden, wie beispielsweise eine Maus, eine Tastatur oder ein Drucker. Im Weiteren steht ein 3,5-mm-Klinkenstecker zur Ausgabe von Audiosignalen zur Verfügung.
Wird das Motorola Atrix an der HD Multimedia Dock angedockt, kann auf dem Bildschirm ausgewählt werden, ob in den Webtop Mode oder in den Entertainment Mode gewechselt werden soll. Auf beide Modes wurde bereits im oberen Abschnitt Laptop Dock genauer eingegangen. Im Gegensatz zum Laptop Dock schaltet sich der Bildschirm des Motorola Atrix während der Nutzung des Webtop Modes nicht selber aus, sondern kann weiter benutzt werden. So kann beispielsweise auf ein virtuelles Trackpad zugegriffen werden, falls keine Maus zur Verfügung steht. Im Entertainment Mode zeigt das Atrix eine spezielle Oberfläche, die an den Apple iPod erinnert und die grundlegenden Multimedia-Navigationselemente zur Verfügung stellt. Je nach Anbieter liegt der HD Multimedia Dock teilweise zudem eine Fernbedienung bei, welche die Navigation besonders im Entertainment Mode erleichtert.
Preis

Definitive Preise wurden bisher nicht genannt. Der Online-Händler mobilecityonline.com nennt einen offiziellen Verkaufspreise in der Höhe von 60 US-Dollar. In einer Pressemitteilung widerspricht der Mobilfunkanbieter AT&T dem mit der Nennung eines Verkaufspreises ohne Abonnement in der Höhe von rund 190 US-Dollar. Allerdings beinhaltet der Verkaufspreis bei AT&T die Fernbedienung sowie eine Bluetooth-Tastatur und -Maus. Beim Online-Händler wird nur die Dockingstation explizit aufgeführt.

### Standard Dock
Das Standard Dock ist im eigentlichen Sinne nur eine Ladestation für das Smartphone. Neben der Funktion des Akku-Ladens werden relevante Informationen auf dem Bildschirm angezeigt wie Ladestatus, Uhrzeit und Weckzeit. Außerdem gibt es Schnelllinks zu den gebräuchlichsten Anwendungen (Kontakte, E-Mail, Musik, Bilder) und zur Einstellung der Hintergrundbeleuchtung sowie des Weckers. Der Winkel, in welchem das Motorola Atrix in der Docking-Station steht, wurde bewusst gewählt, um ein optimales Ablesen sicherzustellen.
Preis

Nach Angaben des Online-Händlers mobilecityonline.com lautet der offizielle Verkaufspreis rund 50 US-Dollar. Der Shop selber verkauft den Artikel aber bereits für rund 40 US-Dollar. Offizielle Preise wurden seitens Motorola bisher nicht genannt.

### Vehicle Dock
Eine weitere Option, welche von Motorola für das Atrix angeboten wird, ist das Vehicle Dock (engl. Vehicle = Fahrzeug; Dock = engl. to dock – andocken).
Vehicle Mode

Wird das Smartphone an das Vehicle Dock angeschlossen, wechselt es automatisch auf eine spezielle Benutzeroberfläche mit besonders großen und leicht zugänglichen Buttons. Diese können selbst definiert werden und bieten einen Schnellzugriff auf die während der Autofahrt am meisten benutzten Funktionen. Dazu zählen standardmäßig Google Maps for Mobile zur Navigation, Telefon, Musik und lokale Informationen. Zudem ist eine Freisprechfunktion integriert. Per Spracheingabe können im weiteren Ziele gesucht oder Gesprächspartner gewählt werden.
Preis

Nach Angaben des Online-Händlers mobilecityonline.com lautet der offizielle Verkaufspreis rund 60 US-Dollar. Der Shop selbst verkauft den Artikel aber bereits für rund 40 US-Dollar. Offizielle Preise wurden seitens Motorola bisher nicht genannt.

### Wireless Keyboard
Motorola bietet mit dem Wireless Keyboard eine speziell auf das Atrix ausgerichtete Bluetooth-Tastatur an. Es sind spezielle Schnellstart-Tasten vorhanden, um oft benötigte Android-Applikationen zu starten. Bei der Konstruktion der Tastatur hat sich Motorola insbesondere auf eine möglichst flache Bauweise konzentriert. Verbindung zum Smartphone nimmt die Tastatur mittels des Bluetooth-Profils HID auf (Human Interface Device). Die Tastatur kann auch mit anderen Geräten benutzt werden, Voraussetzung ist eine Unterstützung des entsprechenden Bluetooth-Profils.

## Nachfolger
Im Juli 2012 stellte Motorola den Nachfolger des Smartphones vor, der unter dem Namen Motorola Atrix HD angeboten wird. Im Vergleich zum Vorgänger bietet es ein wesentlich stabileres Gehäuse und ein größeres Display, das zugleich eine höhere Auflösung unterstützt. Es handelt sich beim Atrix HD nicht um eine Weiterentwicklung der bestehenden Produkte, sondern um ein komplett neu gestaltetes Modell. Motorola will mit diesem die Atrix- und Razr-Reihe mittelfristig zusammenführen.